# Aldea de Ebro

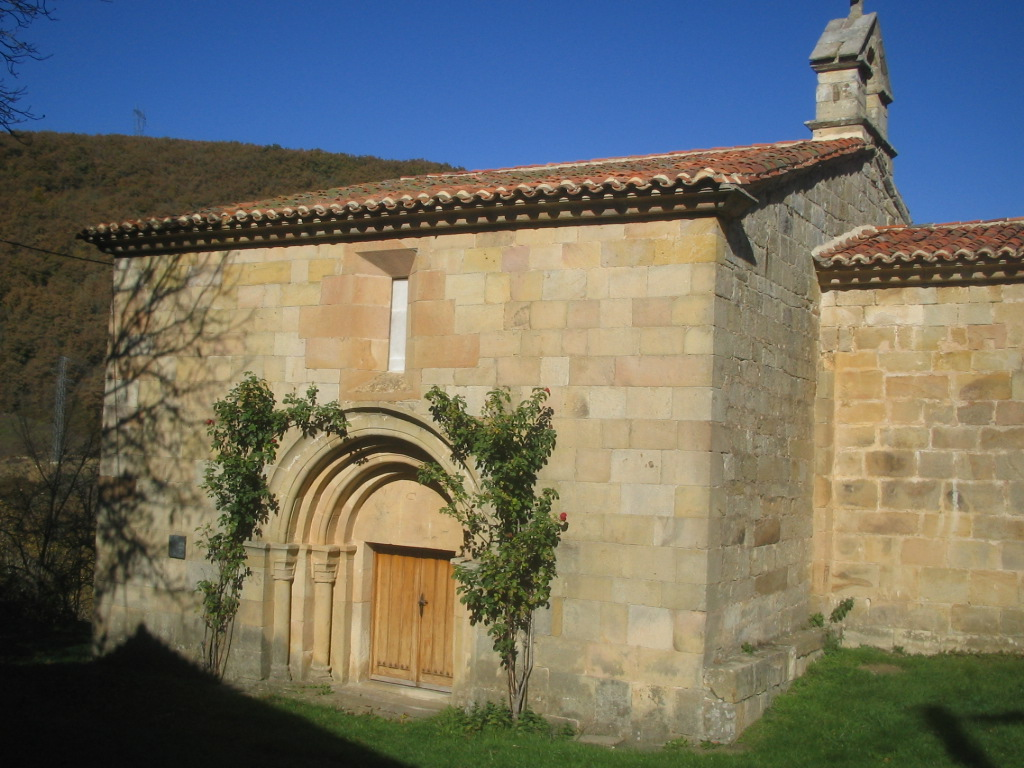
Iglesia de San Juan Bautista, románica del, en Aldea de Ebro.

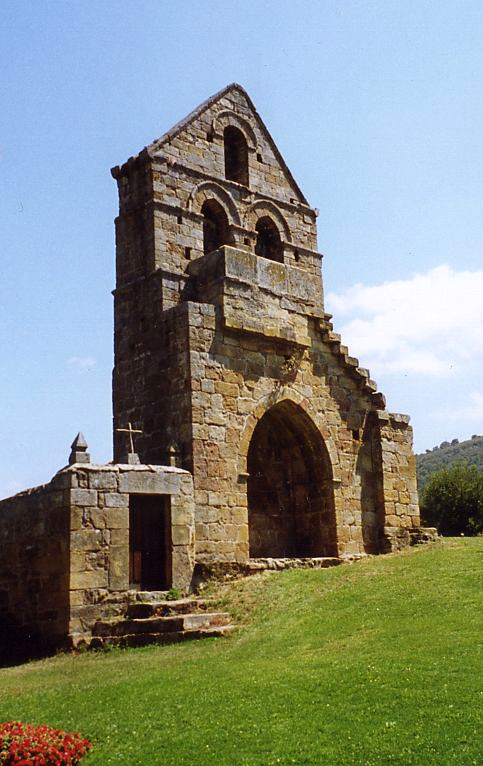
Espadaña junto a la iglesia de San Juan Bautista.

Aldea de Ebro es una localidad del municipio de Valdeprado del Río (Cantabria, España).  La localidad se encuentra a 840 metros de altitud sobre el nivel del mar, y a 4,8 kilómetros de la capital municipal, Arroyal. En el año 2024 contaba con una población de 15 habitantes (INE).
Cabe destacar que Aldea de Ebro fue declarada en el año 2002 'bien de interés cultural con la categoría de conjunto histórico. En esta localidad puede verse un bello conjunto parroquial románico, uno de los más destacados de Campoo. Data del siglo XIII y está formado por la iglesia románica de San Juan Bautista, la ermita de Dondevilla, una iglesia más reciente que acoge un museo y una monumental espadaña exenta. La iglesia de San Juan ha perdido en parte su aspecto medieval debido a sus múltiples restauraciones, especialmente la de Antonio Ceballos en 1835, cuando se amplió la nave y se debió de cambiar de lugar la portada románica.

## Paisaje y naturaleza
Aldea de Ebro es uno de los pueblos que forman Valdeprado del Río, una zona apartada y montañosa sobre la vertiente izquierda del Ebro. Los montes que rodean a “La Aldea” se encuentran cubiertos de bosque de roble con ejemplares de porte pequeño o mediano por lo general, salvo en las agrupaciones que crecen al sur de las carreteras que llevan a los Carabeos y a Mediadoro, donde alcanzan una mayor consistencia. En las orillas del Ebro aparecen excelentes bosques de ribera con especies como el chopo, el álamo o el sauce que pueden ser admirados en todo su esplendor desde el puente llamado “de los Riconchos”.
Al igual que otros pueblos de Campoo, Aldea de Ebro tiene delimitado su término históricamente mediante una serie de hitos a modo de piedras señaladas con cruces, cuya revisión anual recibe el nombre local de andar las cruces.

## Patrimonio histórico
El término municipal de Aldea de Ebro se declaró Bien de Interés Cultural, con la categoría de Conjunto Histórico por el Decreto 130/2002, de 24 de octubre.

## La barra
La barra es un juego tradicional practicado en el pueblo, que consistente en lanzar dicha barra lo más lejos posible. Hay dos modalidades, llamadas a braza y a pierna. La barra debe caer en el suelo de una determinada manera para que el lanzamiento sea considerado válido.

## Historia
En Pozazal se han hallado restos de una vía romana, de la cual se ha dicho que probablemente siguiera el curso del Ebro hasta Aldea de Ebro. El sustantivo Aldea es de origen árabe, por lo que se ha discutido si Aldea de Ebro fue fundada en tiempos del dominio musulmán de la península ibérica. No obstante, ya que el término se incorporó al español, es posible que la fundación haya sido posterior. La presencia del conjunto románico de la localidad da fe de su poblamiento en esa época. Su datación está discutida, ya que debido a las características de la región los edificios románicos existentes podrían haberse construido entre el siglo XI y el siglo XIII, e incluso el XIV.
En el Diccionario geográfico estadístico de España y Portugal de Sebastián Miñano (1829) consta como parte de la provincia de Palencia, donde se dice que era un barrio del concejo de Los Reconchos (como aparece también en el Censo de los Obispos) y destaca su actividad ganadera frente a una pobre agricultura. Pocos años después Francisco de Paula Mellado en el Diccionario universal de historia y geografía (1846) y Pascual Madoz en su Diccionario geográfico-estadístico-histórico de España y sus posesiones de Ultramar (1848) señalan que Aldea de Ebro es parte de la provincia de Santander y que pertenece al ayuntamiento de Carabeos, aunque difieren en el partido judicial y la diócesis. El Madoz dice que Aldea de Ebro contaba con 20 viviendas en las que residían veinte vecinos y noventa almas, una escuela primaria y parroquia, además de un molino harinero y una ferrería. Tanto Reconchos como Carabeos son hoy unos concejos o agrupación de pueblos, a modo de gobierno vecinal, que subsiste dentro del municipio de Valdeprado del Río para debatir el aprovechamiento y el uso de los bienes de los que disponen.
En la Enciclopedia universal ilustrada europeo-americana de 1907 aparece que Aldea de Ebro tenía ya 53 edificios y 149 habitantes. En 1925 se aparece documentado el testimonio de un devoto que dijo ver a la Virgen de Montesclaros en Aldea de Ebro; durante el mismo año hubo casos similares en varias localidades cercanas.
Un documento republicano de 1948 señaló que toda la población de Aldea de Ebro, al igual que la de otros pueblos, se resistía aún al régimen franquista, aunque ha sido tachado de demasiado optimista.